# Trofeo Playa de Palma 2016
La 25e édition du Trofeo Playa de Palma a eu lieu le 31 janvier 2016. La course fait partie du calendrier UCI Europe Tour 2016 en catégorie 1.1.
L'épreuve a été remportée lors d'un sprint massif par l'Allemand André Greipel (Lotto-Soudal) qui s'impose respectivement devant le Français Nacer Bouhanni (Cofidis) et le Suisse Dylan Page (Roth).
L'Espagnol Omar Fraile (Dimension Data) gagne le classement de la montagne, son compatriote Lluís Mas (Caja Rural-Seguros RGA) ceux des Metas Volantes et du combiné et le Belge Tim Wellens Lotto-Soudal celui des sprints spéciaux. Albert Torres (Équipe nationale d'Espagne) finit meilleur coureur Baléare et que la formation suisse Roth termine meilleure équipe.

## Présentation

### Équipes
Classé en catégorie 1.1 de l'UCI Europe Tour, le Trofeo Playa de Palma est par conséquent ouvert aux WorldTeams dans la limite de 50 % des équipes participantes, aux équipes continentales professionnelles, aux équipes continentales et aux équipes nationales.
Vingt-et-unes équipes participent à ce Trofeo Playa de Palma - neuf WorldTeams, cinq équipes continentales professionnelles, cinq équipes continentales et deux équipes nationales :
| UCI WorldTeams   | UCI WorldTeams | UCI WorldTeams |
| Nom de l'équipe  | Pays           | Code           |
| ---------------- | -------------- | -------------- |
| Cannondale       | États-Unis     | CPT            |
| Dimension Data   | Afrique du Sud | DDD            |
| Etixx-Quick Step | Belgique       | EQS            |
| FDJ              | France         | FDJ            |
| IAM              | Suisse         | IAM            |
| Lotto-Soudal     | Belgique       | LTS            |
| Movistar         | Espagne        | MOV            |
| Sky              | Royaume-Uni    | SKY            |
| Trek-Segafredo   | États-Unis     | TFS            |

| Équipes continentales professionnelles | Équipes continentales professionnelles | Équipes continentales professionnelles |
| Nom de l'équipe                        | Pays                                   | Code                                   |
| -------------------------------------- | -------------------------------------- | -------------------------------------- |
| Bora-Argon 18                          | Allemagne                              | BOA                                    |
| Caja Rural-Seguros RGA                 | Espagne                                | CJR                                    |
| Cofidis                                | France                                 | COF                                    |
| Gazprom-RusVelo                        | Russie                                 | GAZ                                    |
| Roth                                   | Suisse                                 | ROT                                    |

| Équipes continentales         | Équipes continentales | Équipes continentales |
| Nom de l'équipe               | Pays                  | Code                  |
| ----------------------------- | --------------------- | --------------------- |
| Burgos BH                     | Espagne               | BUR                   |
| Euskadi Basque Country-Murias | Espagne               | EUS                   |
| GM Europa Ovini               | Italie                | GME                   |
| Lokosphinx                    | Russie                | LOK                   |
| Stradalli-Bike Aid            | Allemagne             | BAI                   |

| Équipes nationales              | Équipes nationales | Équipes nationales |
| Nom de l'équipe                 | Pays               | Code               |
| ------------------------------- | ------------------ | ------------------ |
| Équipe nationale d'Espagne      | Espagne            | ESP                |
| Équipe nationale du Royaume-Uni | Royaume-Uni        | GBR                |

## Classements

### Classement final
| Classement final | Classement final     | Classement final | Classement final           | Classement final   |
|                  | Coureur              | Pays             | Équipe                     | Temps              |
| ---------------- | -------------------- | ---------------- | -------------------------- | ------------------ |
| 1er              | André Greipel        | Allemagne        | Lotto-Soudal               | en 3 h 50 min 53 s |
| 2e               | Nacer Bouhanni       | France           | Cofidis                    | m.t                |
| 3e               | Dylan Page           | Suisse           | Roth                       | m.t                |
| 4e               | Sam Bennett          | Irlande          | Bora-Argon 18              | m.t                |
| 5e               | Albert Torres        | Espagne          | Équipe nationale d'Espagne | m.t                |
| 6e               | Jonas Van Genechten  | Belgique         | IAM                        | m.t                |
| 7e               | Youcef Reguigui      | Algérie          | Dimension Data             | m.t                |
| 8e               | Ramūnas Navardauskas | Lituanie         | Cannondale                 | m.t                |
| 9e               | Lorrenzo Manzin      | France           | FDJ                        | m.t                |
| 10e              | Marc Sarreau         | France           | FDJ                        | m.t                |
| modifier         |                      |                  |                            |                    |

### Classements annexes
| Classement de la montagne | Classement de la montagne | Classement de la montagne | Classement de la montagne     | Classement de la montagne |
| ------------------------- | ------------------------- | ------------------------- | ----------------------------- | ------------------------- |
|                           | Coureur                   | Pays                      | Équipe                        | Point(s)                  |
| 1er                       | Omar Fraile               | Espagne                   | Dimension Data                | 6 points                  |
| 2e                        | Imanol Estévez            | Espagne                   | Euskadi Basque Country-Murias | 4 pts                     |
| 3e                        | Lluís Mas                 | Espagne                   | Caja Rural-Seguros RGA        | 2 pts                     |
| modifier                  |                           |                           |                               |                           |

| Classement des Metas Volantes | Classement des Metas Volantes | Classement des Metas Volantes | Classement des Metas Volantes   | Classement des Metas Volantes |
| ----------------------------- | ----------------------------- | ----------------------------- | ------------------------------- | ----------------------------- |
|                               | Coureur                       | Pays                          | Équipe                          | Point(s)                      |
| 1er                           | Lluís Mas                     | Espagne                       | Caja Rural-Seguros RGA          | 6 points                      |
| 2e                            | Gabriel Cullaigh              | Royaume-Uni                   | Équipe nationale du Royaume-Uni | 2 pts                         |
| 3e                            | Imanol Estévez                | Espagne                       | Euskadi Basque Country-Murias   | 2 pts                         |
| modifier                      |                               |                               |                                 |                               |

| Classement des sprints spéciaux | Classement des sprints spéciaux | Classement des sprints spéciaux | Classement des sprints spéciaux | Classement des sprints spéciaux |
| ------------------------------- | ------------------------------- | ------------------------------- | ------------------------------- | ------------------------------- |
|                                 | Coureur                         | Pays                            | Équipe                          | Point(s)                        |
| 1er                             | Tim Wellens                     | Belgique                        | Lotto-Soudal                    | 3 points                        |
| 2e                              | Imanol Estévez                  | Espagne                         | Euskadi Basque Country-Murias   | 3 pts                           |
| 3e                              | Maxime Bouet                    | France                          | Etixx-Quick Step                | 2 pts                           |
| modifier                        |                                 |                                 |                                 |                                 |

| Classement du combiné | Classement du combiné | Classement du combiné | Classement du combiné         | Classement du combiné |
| --------------------- | --------------------- | --------------------- | ----------------------------- | --------------------- |
|                       | Coureur               | Pays                  | Équipe                        | Point(s)              |
| 1er                   | Lluís Mas             | Espagne               | Caja Rural-Seguros RGA        | 79 points             |
| 2e                    | Imanol Estévez        | Espagne               | Euskadi Basque Country-Murias | 129 pts               |
| 3e                    | Omar Fraile           | Espagne               | Dimension Data                | 132 pts               |
| modifier              |                       |                       |                               |                       |

| Classement du meilleur coureur baléare | Classement du meilleur coureur baléare | Classement du meilleur coureur baléare | Classement du meilleur coureur baléare | Classement du meilleur coureur baléare |
|                                        | Coureur                                | Pays                                   | Équipe                                 | Temps                                  |
| -------------------------------------- | -------------------------------------- | -------------------------------------- | -------------------------------------- | -------------------------------------- |
| 1er                                    | Albert Torres                          | Espagne                                | Équipe nationale d'Espagne             | en 4 h 5 min 45 s                      |
| 2e                                     | Lluís Mas                              | Espagne                                | Caja Rural-Seguros RGA                 | m.t                                    |
| 3e                                     | Vicente Reynés                         | Espagne                                | IAM                                    | m.t                                    |
| modifier                               |                                        |                                        |                                        |                                        |

| Classement par équipes | Classement par équipes | Classement par équipes | Classement par équipes |
|                        | Équipe                 | Pays                   | Temps                  |
| ---------------------- | ---------------------- | ---------------------- | ---------------------- |
| 1re                    | Roth                   | Suisse                 | en 11 h 32 min 39 s    |
| 2e                     | GM Europa Ovini        | Italie                 | m.t                    |
| 3e                     | FDJ                    | France                 | m.t                    |
| modifier               |                        |                        |                        |

### UCI Europe Tour
Ce Trofeo Playa de Palma attribue des points pour l'UCI Europe Tour 2016, par équipes seulement aux coureurs des équipes continentales professionnelles et continentales, individuellement à tous les coureurs sauf ceux faisant partie d'une équipe ayant un label WorldTeam.
| Position | 1er | 2e | 3e | 4e | 5e | 6e | 7e | 8e | 9e | 10e | 11e | 12e | 13e | 14e | 15e | 16e | 17e | 18e | 19e | 20e | 21e | 22e | 23e | 24e | 25e |
| -------- | --- | -- | -- | -- | -- | -- | -- | -- | -- | --- | --- | --- | --- | --- | --- | --- | --- | --- | --- | --- | --- | --- | --- | --- | --- |
| PTS UCI  | 125 | 85 | 70 | 60 | 50 | 40 | 35 | 30 | 25 | 20  | 15  | 10  | 5   | 5   | 5   | 3   | 3   | 3   | 3   | 3   | 3   | 3   | 3   | 3   | 3   |

## Liste des participants
- Liste de départ complète

| Légende | Légende                                                                    | Légende | Légende                                                    |
| ------- | -------------------------------------------------------------------------- | ------- | ---------------------------------------------------------- |
| Num     | Dossard de départ porté par le coureur sur ce Trofeo Playa de Palma        | Pos     | Position à l'arrivée de la course                          |
|         | Indique un maillot de champion national ou mondial, suivi de sa spécialité | NP      | Indique un coureur qui n'a pas pris le départ de la course |
| AB      | Indique un coureur qui n'a pas terminé la course                           | HD      | Indique un coureur qui a terminé la course hors des délais |

| Movistar MOV                                   | Movistar MOV                     | Movistar MOV |
| ---------------------------------------------- | -------------------------------- | ------------ |
| Num                                            | Coureur                          | Pos          |
| 1                                              | Alejandro Valverde (ESP) (Route) | 73e          |
| 2                                              | Andrey Amador (CRC)              | 97e          |
| 6                                              | Imanol Erviti (ESP)              | 72e          |
| 7                                              | José Herrada (ESP)               | 96e          |
| 10                                             | Javier Moreno (ESP)              | AB           |
| 11                                             | Antonio Pedrero (ESP)            | 131e         |
| 12                                             | Dayer Quintana (COL)             | 71e          |
| 15                                             | Jorge Arcas (ESP)                | 75e          |
| Directeur sportif : José Vicente García Acosta |                                  |              |

| Sky SKY                            | Sky SKY                    | Sky SKY |
| ---------------------------------- | -------------------------- | ------- |
| Num                                | Coureur                    | Pos     |
| 16                                 | Vasil Kiryienka (BLR)      | 124e    |
| 17                                 | Michał Kwiatkowski (POL)   | 89e     |
| 18                                 | Andrew Fenn (GBR)          | 17e     |
| 19                                 | Beñat Intxausti (ESP)      | AB      |
| 20                                 | Christian Knees (GER)      | 38e     |
| 23                                 | Gianni Moscon (ITA)        | 108e    |
| 24                                 | Lars Petter Nordhaug (NOR) | 107e    |
| 29                                 | Michał Gołaś (POL)         | 74e     |
| Directeur sportif : Servais Knaven |                            |         |

| Cannondale CPT                   | Cannondale CPT             | Cannondale CPT |
| -------------------------------- | -------------------------- | -------------- |
| Num                              | Coureur                    | Pos            |
| 30                               | Ramūnas Navardauskas (LTU) | 8e             |
| 31                               | Matti Breschel (DEN)       | 114e           |
| 32                               | Kristjan Koren (SLO)       | AB             |
| 33                               | Sebastian Langeveld (NED)  | 69e            |
| 35                               | Ryan Mullen (IRL)          | 35e            |
| 36                               | Toms Skujiņš (LAT)         | 127e           |
| 37                               | Dylan van Baarle (NED)     | 101e           |
| 38                               | Tom-Jelte Slagter (NED)    | 99e            |
| Directeur sportif : Johnny Weltz |                            |                |

| FDJ                                 | FDJ                        | FDJ  |
| ----------------------------------- | -------------------------- | ---- |
| Num                                 | Coureur                    | Pos  |
| 40                                  | Sébastien Chavanel (FRA)   | 92e  |
| 41                                  | Arnaud Courteille (FRA)    | 118e |
| 42                                  | Odd Christian Eiking (NOR) | 45e  |
| 44                                  | Matthieu Ladagnous (FRA)   | 93e  |
| 45                                  | Olivier Le Gac (FRA)       | 117e |
| 46                                  | Jérémy Maison (FRA)        | 84e  |
| 47                                  | Lorrenzo Manzin (FRA)      | 9e   |
| 48                                  | Marc Sarreau (FRA)         | 10e  |
| Directeur sportif : Thierry Bricaud |                            |      |

| IAM                               | IAM                        | IAM  |
| --------------------------------- | -------------------------- | ---- |
| Num                               | Coureur                    | Pos  |
| 50                                |                            |      |
| 53                                | Stefan Denifl (AUT)        | DSQ  |
| 54                                | Martin Elmiger (SUI)       | 49e  |
| 55                                | Pirmin Lang (SUI)          | 130e |
| 56                                | Vegard Stake Laengen (NOR) | 44e  |
| 57                                | Jonas Van Genechten (BEL)  | 6e   |
| 58                                | Lawrence Warbasse (USA)    | 60e  |
| 59                                | Marcel Wyss (SUI)          | 58e  |
| Directeur sportif : Eddy Seigneur |                            |      |

| Etixx-Quick Step EQS               | Etixx-Quick Step EQS        | Etixx-Quick Step EQS |
| ---------------------------------- | --------------------------- | -------------------- |
| Num                                | Coureur                     | Pos                  |
| 61                                 | Zdeněk Štybar (CZE)         | 88e                  |
| 63                                 | Maxime Bouet (FRA)          | 66e                  |
| 64                                 | Gianluca Brambilla (ITA)    | 110e                 |
| 65                                 | Laurens De Plus (BEL)       | 67e                  |
| 67                                 | Iljo Keisse (BEL)           | 109e                 |
| 68                                 | Yves Lampaert (BEL)         | 18e                  |
| 70                                 | Gianni Meersman (BEL)       | 26e                  |
| 71                                 | Niki Terpstra (NED) (Route) | 95e                  |
| Directeur sportif : Jan Schaffrath |                             |                      |

| Dimension Data DDD             | Dimension Data DDD       | Dimension Data DDD |
| ------------------------------ | ------------------------ | ------------------ |
| Num                            | Coureur                  | Pos                |
| 77                             | Igor Antón (ESP)         | 76e                |
| 79                             | Bernhard Eisel (AUT)     | 91e                |
| 80                             | Omar Fraile (ESP)        | 123e               |
| 81                             | Merhawi Kudus (ERI)      | 56e                |
| 82                             | Serge Pauwels (BEL)      | 111e               |
| 83                             | Youcef Reguigui (ALG)    | 7e                 |
| 86                             | Jay Robert Thomson (RSA) | 13e                |
| 87                             | Johann van Zyl (RSA)     | 100e               |
| Directeur sportif : Jens Zemke |                          |                    |

| Trek-Segafredo TFS                 | Trek-Segafredo TFS    | Trek-Segafredo TFS |
| ---------------------------------- | --------------------- | ------------------ |
| Num                                | Coureur               | Pos                |
| 91                                 | Bauke Mollema (NED)   | 103e               |
| 94                                 | Fränk Schleck (LUX)   | 55e                |
| 95                                 | Haimar Zubeldia (ESP) | 50e                |
| 96                                 | Fabio Felline (ITA)   | 59e                |
| 97                                 | Markel Irizar (ESP)   | 47e                |
| 98                                 | Grégory Rast (SUI)    | 29e                |
| 100                                | Edward Theuns (BEL)   | AB                 |
| 101                                | Riccardo Zoidl (AUT)  | 149e               |
| Directeur sportif : Alain Gallopin |                       |                    |

| Lotto-Soudal LTS                | Lotto-Soudal LTS       | Lotto-Soudal LTS |
| ------------------------------- | ---------------------- | ---------------- |
| Num                             | Coureur                | Pos              |
| 103                             | André Greipel (GER)    | 1er              |
| 105                             | Tiesj Benoot (BEL)     | 125e             |
| 106                             | Jasper De Buyst (BEL)  | 115e             |
| 108                             | Jens Debusschere (BEL) | 20e              |
| 109                             | Frederik Frison (BEL)  | 137e             |
| 111                             | Jürgen Roelandts (BEL) | 51e              |
| 112                             | Marcel Sieberg (GER)   | 86e              |
| 114                             | Tim Wellens (BEL)      | 64e              |
| Directeur sportif : Bart Leysen |                        |                  |

| Roth ROT                        | Roth ROT                 | Roth ROT |
| ------------------------------- | ------------------------ | -------- |
| Num                             | Coureur                  | Pos      |
| 118                             | Alberto Cecchin (ITA)    | 90e      |
| 120                             | Lukas Jaun (SUI)         | 65e      |
| 121                             | Grischa Janorschke (GER) | 27e      |
| 123                             | Matthias Krizek (AUT)    | 62e      |
| 124                             | Tristan Marguet (SUI)    | AB       |
| 125                             | Dylan Page (SUI)         | 3e       |
| 126                             | Andrea Pasqualon (ITA)   | 11e      |
| 134                             | Rino Zampilli (ITA)      | 42e      |
| Directeur sportif : Uwe Peschel |                          |          |

| Bora-Argon 18 BOA                    | Bora-Argon 18 BOA         | Bora-Argon 18 BOA |
| ------------------------------------ | ------------------------- | ----------------- |
| Num                                  | Coureur                   | Pos               |
| 137                                  | Christoph Pfingsten (GER) | 82e               |
| 142                                  | Rüdiger Selig (GER)       | 39e               |
| 143                                  | Sam Bennett (IRL)         | 4e                |
| 145                                  | Michael Schwarzmann (GER) | 128e              |
| 147                                  | Scott Thwaites (GBR)      | 83e               |
| 148                                  | Andreas Schillinger (GER) | 85e               |
| 149                                  | Lukas Pöstlberger (AUT)   | 129e              |
| 150                                  | Zakkari Dempster (AUS)    | 79e               |
| Directeur sportif : Enrico Poitschke |                           |                   |

| Caja Rural-Seguros RGA CJR                | Caja Rural-Seguros RGA CJR | Caja Rural-Seguros RGA CJR |
| ----------------------------------------- | -------------------------- | -------------------------- |
| Num                                       | Coureur                    | Pos                        |
| 155                                       | Lluís Mas (ESP)            | 70e                        |
| 156                                       | David Arroyo (ESP)         | 102e                       |
| 157                                       | Ángel Madrazo (ESP)        | 33e                        |
| 158                                       | Domingos Gonçalves (POR)   | 37e                        |
| 163                                       | Héctor Sáez (ESP)          | 104e                       |
| 165                                       | Hugh Carthy (GBR)          | 80e                        |
| 166                                       | Ricardo Vilela (POR)       | 77e                        |
| 167                                       | Eduard Prades (ESP)        | 24e                        |
| Directeur sportif : José Miguel Fernández |                            |                            |

| Cofidis COF                          | Cofidis COF               | Cofidis COF |
| ------------------------------------ | ------------------------- | ----------- |
| Num                                  | Coureur                   | Pos         |
| 169                                  | Nacer Bouhanni (FRA)      | 2e          |
| 172                                  | Rayane Bouhanni (FRA)     | 105e        |
| 173                                  | Borut Božič (SLO)         | AB          |
| 176                                  | Jonas Ahlstrand (SWE)     | 87e         |
| 178                                  | Christophe Laporte (FRA)  | 41e         |
| 179                                  | Cyril Lemoine (FRA)       | 106e        |
| 182                                  | Geoffrey Soupe (FRA)      | 61e         |
| 183                                  | Gert Jõeäär (EST) (Route) | 68e         |
| Directeur sportif : Jean-Luc Jonrond |                           |             |

| Gazprom-RusVelo GAZ               | Gazprom-RusVelo GAZ       | Gazprom-RusVelo GAZ |
| --------------------------------- | ------------------------- | ------------------- |
| Num                               | Coureur                   | Pos                 |
| 184                               | Alexander Serov (RUS)     | 135e                |
| 187                               | Roman Maikin (RUS)        | 34e                 |
| 190                               | Andrey Solomennikov (RUS) | 48e                 |
| 193                               | Alexey Kurbatov (RUS)     | 46e                 |
| 195                               | Kirill Sveshnikov (RUS)   | 116e                |
| 196                               | Mamyr Stash (RUS)         | 16e                 |
| 197                               | Igor Boev (RUS)           | 119e                |
| 199                               | Artur Ershov (RUS)        | 28e                 |
| Directeur sportif : Alexei Markov |                           |                     |

| Stradalli-Bike Aid BAI             | Stradalli-Bike Aid BAI | Stradalli-Bike Aid BAI |
| ---------------------------------- | ---------------------- | ---------------------- |
| Num                                | Coureur                | Pos                    |
| 200                                | Timo Schafer (GER)     | AB                     |
| 201                                | Damien Garcia (FRA)    | 138e                   |
| 202                                | Meron Teshome (ERI)    | 143e                   |
| 203                                | Daniel Bichlmann (GER) | 148e                   |
| 204                                | Nikodemus Holler (GER) | 43e                    |
| 205                                | Joschka Beck (GER)     | 141e                   |
| 207                                | Amanuel Mengis (ERI)   | 54e                    |
| 211                                | Patrick Lechner (GER)  | AB                     |
| Directeur sportif : Günther Laufer |                        |                        |

| Burgos BH BUR                              | Burgos BH BUR             | Burgos BH BUR |
| ------------------------------------------ | ------------------------- | ------------- |
| Num                                        | Coureur                   | Pos           |
| 212                                        | Juan Carlos Riutort (ESP) | 19e           |
| 213                                        | Pablo Torres (ESP)        | AB            |
| 214                                        | Álvaro Robredo (ESP)      | 145e          |
| 215                                        | Arnau Solé (ESP)          | 132e          |
| 216                                        | Víctor Martín (ESP)       | AB            |
| 219                                        | Igor Merino (ESP)         | AB            |
| 220                                        | Jorge Cubero (ESP)        | AB            |
| 221                                        | Daniel López (ESP)        | 25e           |
| Directeur sportif : Julio Andrés Izquierdo |                           |               |

| Euskadi Basque Country-Murias EUS | Euskadi Basque Country-Murias EUS | Euskadi Basque Country-Murias EUS |
| --------------------------------- | --------------------------------- | --------------------------------- |
| Num                               | Coureur                           | Pos                               |
| 222                               | Garikoitz Bravo (ESP)             | 23e                               |
| 224                               | Jon Ander Insausti (ESP)          | AB                                |
| 225                               | Pello Olaberria (ESP)             | 52e                               |
| 227                               | Imanol Estévez (ESP)              | 122e                              |
| 228                               | Eneko Lizarralde (ESP)            | 146e                              |
| 229                               | Adrián González (ESP)             | 15e                               |
| 230                               | Gotzon Udondo (ESP)               | 136e                              |
| 232                               | Mikel Bizkarra (ESP)              | 98e                               |
| Directeur sportif : Jon Odriozola |                                   |                                   |

| GM Europa Ovini GME                 | GM Europa Ovini GME       | GM Europa Ovini GME |
| ----------------------------------- | ------------------------- | ------------------- |
| Num                                 | Coureur                   | Pos                 |
| 235                                 | José Márquez Romero (ESP) | 133e                |
| 236                                 | Ivan Balykin (RUS)        | 36e                 |
| 237                                 | Federico Burchio (ITA)    | 14e                 |
| 239                                 | Antonio Di Sante (ITA)    | 147e                |
| 240                                 | Filippo Fortin (ITA)      | 12e                 |
| 241                                 | Davide Pacchiardo (ITA)   | AB                  |
| 242                                 | Matteo Rotondi (ITA)      | 134e                |
| 244                                 | Andrey Sazanov (RUS)      | AB                  |
| Directeur sportif : Dario Andriotto |                           |                     |

| Lokosphinx LOK                          | Lokosphinx LOK         | Lokosphinx LOK |
| --------------------------------------- | ---------------------- | -------------- |
| Num                                     | Coureur                | Pos            |
| 245                                     | Dmitri Strakhov (RUS)  | 21e            |
| 246                                     | Sergey Vdovin (RUS)    | 53e            |
| 247                                     | Alexander Vdovin (RUS) | 121e           |
| 248                                     | Artem Samolenkov (RUS) | 120e           |
| 249                                     | Vadim Zhuravlev (RUS)  | 144e           |
| 250                                     | Vasily Neustroev (RUS) | AB             |
| 251                                     | Sergey Shilov (RUS)    | 40e            |
| 252                                     | Dmitriy Sokolov (RUS)  | 30e            |
| Directeur sportif : Alexander Kuznetsov |                        |                |

| Équipe nationale d'Espagne ESP     | Équipe nationale d'Espagne ESP | Équipe nationale d'Espagne ESP |
| ---------------------------------- | ------------------------------ | ------------------------------ |
| Num                                | Coureur                        | Pos                            |
| 253                                | Albert Torres (ESP)            | 5e                             |
| 255                                | Xavier Cañellas (ESP)          | 140e                           |
| 256                                | Sebastián Mora (ESP)           | 78e                            |
| 258                                | Julio Alberto Amores (ESP)     | 57e                            |
| 259                                | Vicente García de Mateos (ESP) | 22e                            |
| 261                                | Illart Zuazubiskar (ESP)       | 94e                            |
| 263                                | Jon Irisarri (ESP)             | 142e                           |
| 265                                | Daniel Viejo (ESP)             | 139e                           |
| Directeur sportif : Salvador Melià |                                |                                |

| Équipe nationale du Royaume-Uni GBR | Équipe nationale du Royaume-Uni GBR | Équipe nationale du Royaume-Uni GBR |
| ----------------------------------- | ----------------------------------- | ----------------------------------- |
| Num                                 | Coureur                             | Pos                                 |
| 266                                 | Bradley Wiggins (GBR)               | 112e                                |
| 268                                 | Andrew Tennant (GBR)                | 113e                                |
| 269                                 | Steven Burke (GBR)                  | AB                                  |
| 270                                 | Owain Doull (GBR)                   | AB                                  |
| 271                                 | Jonathan Dibben (GBR)               | 63e                                 |
| 273                                 | Oliver Wood (GBR)                   | 32e                                 |
| 274                                 | Christopher Latham (GBR)            | 31e                                 |
| 277                                 | Gabriel Cullaigh (GBR)              | 81e                                 |
| Directeur sportif : Keith Lambert   |                                     |                                     |